# Niels Elgaard
Niels Marius Andersen Elgaard, né le 1er février 1879 à Nørager (Danemark) et mort le 15 juin 1963 à Charlottenlund (Danemark), est un homme politique danois membre du parti Venstre, ancien ministre et ancien député au Parlement (le Folketing).